# Julius Haagn
Julius Haagn, geboren als Julius Jagendeubel (* 12. Februar 1844 in Liefering, Herzogtum Salzburg; † 23. Juni 1925 in Salzburg) war ein österreichischer Politiker, Kaufmann und Turnfachmann.

## Herkunft und Familie
Julius Haagn war der voreheliche Sohn des Lieferinger Lederers und Leimsieders Anton Haagn und der Franziska Jagendeubel. Nach der Verehelichung seiner Eltern wurde er zu Julius Haagn. Seine jüngere Schwester Franziska heiratete Georg Reitsamer einen bürgerlichen Metzgermeister in der Griesgasse (Salzburg). Das Geschäft wurde von dieser und ihrer 1914 durch den Tod ihres Gatten Georg Petermayer in Rawa Ruska verwitweten Tochter Rosa Petermayer geb. Reitsamer weitergeführt und in den vierziger Jahren geschlossen.
Julius Haagn war in erster Ehe verheiratet mit der Kaufmannstochter Anna Arrigler († 30. Juni 1895), die ihm vier Söhne und drei Töchter schenkte. Nach dem Tod seiner Gattin Anna ehelichte er die Offizierstochter Emilie Hartung, der promovierte Sohn Erwin Haagn fiel 1945 kinderlos.

## Leben und Wirken
Julius Haagn besuchte in Salzburg die Realschule und wählte daran anschließend einen kaufmännischen Beruf. Im Jahre 1870 erwarb er gemeinsam mit Franz Wagner von seinem späteren Schwiegervater Johann Arrigler die Firma Josef Anton Zezi. Am 3. Januar 1889 ging die im Drogerie- und Chemikalienhandel tätige Firma in sein Alleineigentum über, ab dem 1. Jänner 1900 leitete er den Betrieb mit dem Verkaufsgeschäft in der Getreidegasse 5 und mehreren dazugehörigen Magazinen gemeinsam mit seinem Sohn Hermann (15. August 1873 – 20. Juli 1936) und baute ihn zu einem bekannten Handelshaus aus.
An seinem 18. Geburtstag wurde er in den Salzburger Turnverein aufgenommen und entwickelte sowohl als Aktiver (ab 1863 Vorturner) wie auch als Funktionär eine rege Tätigkeit. Ab 1871 bekleidete er die Position des Ersten Vereinsobmannes. Nach einer stürmisch verlaufenen Generalversammlung am 19. Dezember 1887, die ein deutliches Übergewicht der Antisemiten zeigte, trat er gemeinsam mit weiteren Vertretern der freisinnigen Minderheit aus dem Verein aus und gründete 1892 den Männer-Turnverein Salzburg, der sich erst 1919 wieder dem Stammverein anschloss. 
Er empfahl Familienmitgliedern, wie seiner Schwester Franziska Reitsamer und deren Tochter Rosa Petermayer sowie deren ältesten Tochter Rosa Petermayer verehelichte Koppler (1911–2005), sich wegen der antisemitischen Haltung im Salzburger Turnverein (als Teil des Österreichischen Turnerbundes) abzumelden und zum 1919 gegründeten Christlich-deutschen Turnverein einzuschreiben, der heute als Turn- und Sportunion weitergeführt wird. Der spätere Gatte von Frau Rosa Koppler Herr Josef Koppler (1901–1977) war einige Jahre stellvertretender Obmann der Turn- und Sportunion. Deren Sohn Gerhard Koppler war bis zu seinem Tod am 2. August 2012 dort nach wie vor als Mitglied des Ehrensenats tätig.
Haagn war Gründungsmitglied der Freiwilligen Feuerwehr der Stadt Salzburg. Er zeigte sich 47 Jahre lang für den Verband des Feuerlösch- und Rettungswesens tätig und wurde 1876 zum Obmann des Landesfeuerwehrverbandes gewählt. Als Mitglied des Stadt- (25 Jahre) und Landesschulrates (7 Jahre) erwarb er sich bleibende Verdienste um das Schul- und Turnwesen weit über die Stadt Salzburg hinaus. Aus Anlass seines 80. Geburtstages entstand 1924 die "Julius-Haagn-Stiftung" zum Zwecke der Unterstützung und Ausbildung von Lehrern und Schülern der gewerblichen Fortbildungsschulen. 
In der Politik war er als Angehöriger des Deutsch-Liberalen Clubs 18 Jahre im Gemeinderat der Stadt Salzburg, von 1890 bis 1919 dreißig Jahre als Abgeordneter zum Salzburger Landtag und 18 Jahre lang als Mitglied des Landesausschusses bzw. Landesrates tätig. Darüber hinaus wirkte er 32 Jahre in der Salzburger Handelskammer und 20 Jahre im Ausschuss der Salzburger Sparkasse.

## Auszeichnungen
Am 17. Dezember 1923 wurde er für seine Verdienste von der Stadtregierung mit der Ernennung zum Ehrenbürger der Stadt Salzburg geehrt. 

„Es ist Ehrenpflicht der Stadt Salzburg, einem Mann, welcher in derart aufopfernder Weise sein ganzes Leben in den Dienst des Gemeinwohles gestellt hat, die Dankbarkeit der Stadt in entsprechender Weise zum Ausdruck zu bringen.“

Kurz vor seinem Tod erhielt Kommerzialrat Julius Haagn das Goldene Ehrenabzeichen der Republik Österreich verliehen. Die Landeshauptstadt Salzburg ehrte ihn nochmals 1930 mit der Benennung einer Straße im Stadtteil Elisabeth-Vorstadt. 
Nach seinem Ableben wurde er am Salzburger Kommunalfriedhof in dem durch einen hochaufragenden Grabstein markanten Familiengrab auf der Westseite gesehen, beigesetzt. In diesem Grab wurden noch Mitglieder der Familien Harrer und Schlegel beigesetzt. Sein Sohn und Enkel liegen im Wandgrab der Familie Kindlinger auf der Ostseite des Friedhofs.

## Schriften
- mit Ludwig Pezolt: Denkschrift aus Anlaß des 25jährigen Bestandes des Turn-Gaues Oberösterreich-Salzburg 1866–1891. Im Auftrag des Gauturntages zusammengestellt. Angelberger, Salzburg 1891.